# ムル川
ムル川（ムルがわ、Murr [ˈmʊr] ( 音声ファイル)）は、ドイツのバーデン＝ヴュルテンベルク州を流れる川でネッカー川の支流である。ムルハルトの森に位置するムルハルトの街から約4km南の集落フォアダーヴェストムルにある7つの小さな水源から起こり、約50kmを流れマールバッハの北、ムルウアシュプルンクと呼ばれる場所でネッカー川に合流する。
レムス川とムル川は、レムス＝ムル郡の名前の由来となっている。19世紀から20世紀の初めにかけてムル川の渓谷はシュトゥットガルトからニュルンベルクを越えてベルリンに至る重要な交通路であった。現在ではレムス川渓谷を経由する交通が、ムル川のそれをしのいでいる。

## 流路
ムル川は、水源から湧出すると北東に向かって流れ、次いで西に向きを変える。さらにムルハルトの街を抜け、約7kmでズルツバッハ・アン・デア・ムルに到達し、ここでアウスシュピーゲルベルクから流れてきたラウター川を合わせる。この後、ムル川が通過する街は、オッペンヴァイラー、バックナンク、ブルクシュタール・アン・デア・ムル、シュタインハイム・アン・デア・ムル、そしてムルである。最後にムル川はマールバッハの北でネッカー川に合流する。

## 交通
上部ムル渓谷の道路は、サイクリング・ファンやインラインスケーターに人気がある。マールバッハからムルハルトに直接到達できるサイクリングルートである。

## 祭事
- ムル・レガッタ - ムル川を手作りのボートで下る楽しいレースである。ツェルを出発点に、バックナンクの青年センターをゴールとして、参加者はいくつかの障害を克服しなければならない。レースのクライマックスで観客を最も惹きつけるのは、堰を越える箇所で、この障害を濡れずに乗り越えられる参加者はほとんどいない。1985年以降、初夏のこのレガッタは、Aktion Jugendzentrum Backnang e.V.が主催しており、バックナンク街道祭の1、2週前に開催されている。主催者によれば、これは「世界最大の川のレガッタレース」である。